# Kalven (Håsjö socken, Jämtland)
Kalven är en sjö i Bräcke kommun i Jämtland som ingår i Ljungans huvudavrinningsområde. Sjön har en area på 0,132 kvadratkilometer och ligger 272 meter över havet. Sjön avvattnas av vattendraget Ljungån.

## Delavrinningsområde
Kalven ingår i det delavrinningsområde (698428-152059) som SMHI kallar för Utloppet av Kalven. Medelhöjden är 307 meter över havet och ytan är 1,04 kvadratkilometer. Räknas de 49 avrinningsområdena uppströms in blir den ackumulerade arean 392,42 kvadratkilometer. Ljungån som avvattnar avrinningsområdet har biflödesordning 3, vilket innebär att vattnet flödar genom totalt 3 vattendrag innan det når havet efter 142 kilometer. Avrinningsområdet består mestadels av skog (79 procent). Avrinningsområdet har 0,13 kvadratkilometer vattenytor vilket ger det en sjöprocent på 13,4 procent.